# Elzensnuitkever
De elzensnuitkever (Cryptorhynchus lapathi) is een kever uit de familie Curculionidae. Hij komt voor op bomen uit de Berkenfamilie (Betulaceae) en de Wilgenfamilie (Salicaceae). Hij is nauw polyfaag.

## Kenmerken
Hij heeft een lengte van 5,0 tot 8,5 mm. Het lichaam is grijsbruin met bleke schubben op de rug.

## Voorkomen
Deze soort is inheems in Canada en de Verenigde Staten. In Europa is het wijd verspreid.

## Foto's

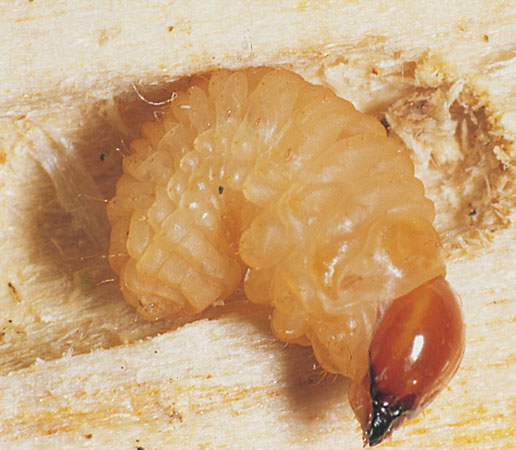
Larve
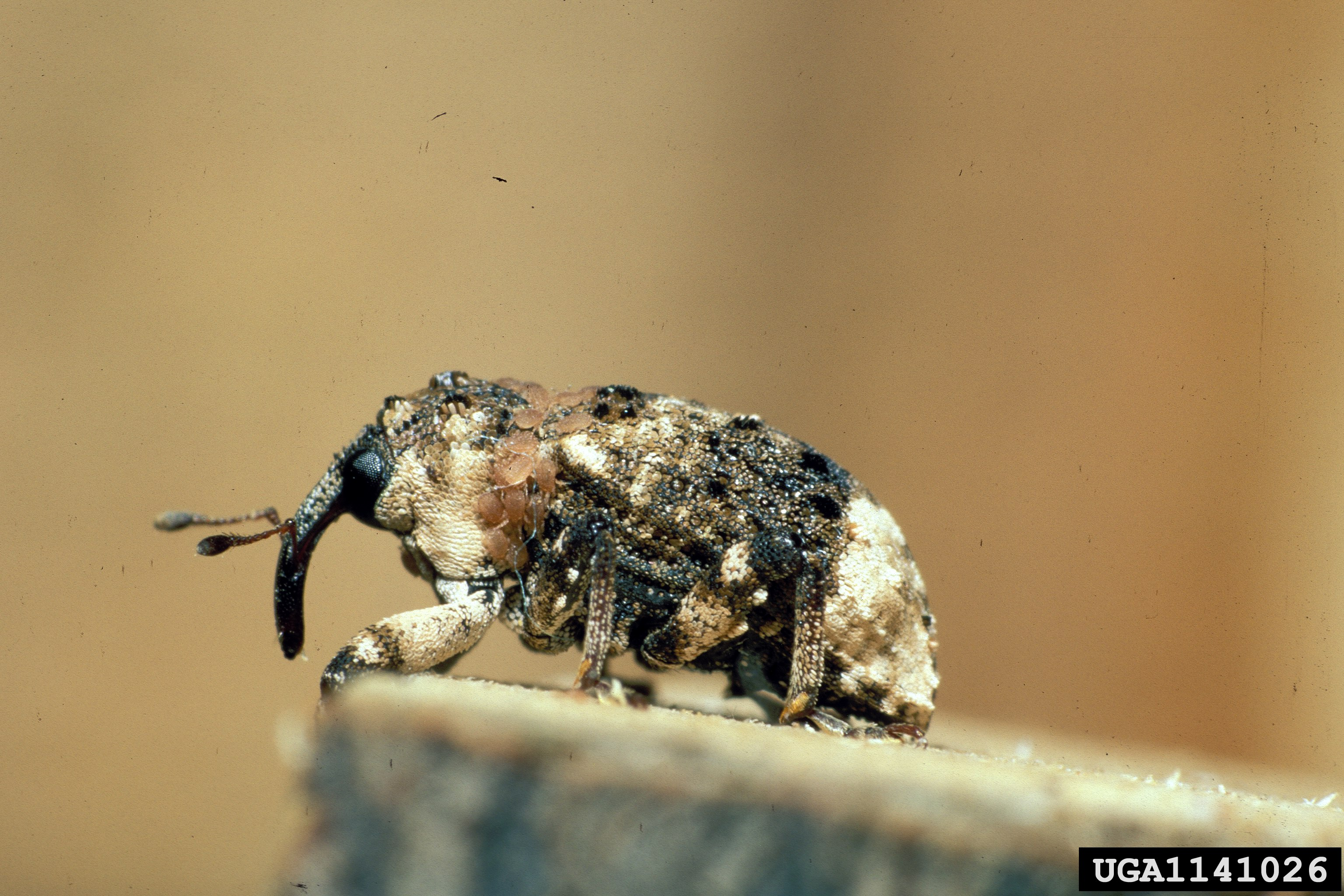
Zijaanzicht